# Taça dos Clubes Vencedores de Taças de 1965–66
A edição de 1965/1966 da Taça dos Clubes Vencedores de Taças foi vencida, pela primeira vez, pelos alemães do Borussia Dortmund que derrotou os ingleses do Liverpool FC, ao ganhar por 2-1 na final. O representante português, o Vitória FC, foi eliminado na 1.ª Eliminatória pelos dinamarqueses do Aarhus GF.

## Primeira Eliminatória
| Equipa 1                     | Total | Equipa 2            | 1.ª Mão | 2.ª Mão |
| ---------------------------- | ----- | ------------------- | ------- | ------- |
| AC Omonia                    | 1-2   | Olympiakos          | 0-1     | 1-1     |
| 1.FC Magdeburg               | 3-0   | CA Spora Luxembourg | 1-0     | 2-0     |
| FC Sion                      | 6-3   | Galatasaray SK      | 5-1     | 1-2     |
| 1.Wiener Neustädter SC       | 0-3   | Stiinta Cluj        | 0-1     | 0-2     |
| Atlético de Madrid           | 5-0   | Dinamo Zagreb       | 4-0     | 1-0     |
| Floriana FC                  | 1-13  | Borussia Dortmund   | 1-5     | 0-8     |
| Limerick FC                  | 1-4   | PFC CSKA Sófia      | 1-2     | 0-2     |
| Aarhus GF                    | 4-2   | Vitória FC          | 2-1     | 2-1     |
| Go Ahead Eagles              | 0-7   | Celtic FC           | 0-6     | 0-1     |
| Knattspyrnufélag Reykjavíkur | 2-6   | Rosenborg BK        | 1-3     | 1-3     |
| Coleraine FC                 | 1-10  | Dinamo Kiev         | 1-6     | 0-4     |
| FK Dukla Praha               | 2-0   | Stade Rennais       | 2-0     | 0-0     |
| Lahden Reipas                | 2-16  | Budapest Honvéd     | 2-10    | 0-6     |
| Juventus                     | 1-2   | Liverpool FC        | 1-0     | 0-2     |
| Cardiff City                 | 1-3   | Standard de Liège   | 1-2     | 0-1     |
| Isento: West Ham United      |       |                     |         |         |

## Segunda Eliminatória
| Equipa 1          | Total | Equipa 2           | 1.ª Mão | 2.ª Mão |
| ----------------- | ----- | ------------------ | ------- | ------- |
| West Ham United   | 6-2   | Olympiakos         | 4-0     | 2-2     |
| 1.FC Magdeburg    | 10-3  | FC Sion            | 8-1     | 2-2     |
| Stiinta Cluj      | 0-6   | Atlético de Madrid | 0-2     | 0-4     |
| Borussia Dortmund | 5-4   | PFC CSKA Sófia     | 3-0     | 2-4     |
| Aarhus GF         | 0-3   | Celtic FC          | 0-1     | 0-2     |
| Rosenborg BK      | 1-6   | Dinamo Kiev        | 1-4     | 0-2     |
| FK Dukla Praha    | 4-4   | Budapest Honvéd    | 2-3     | 2-1     |
| Liverpool FC      | 5-2   | Standard de Liège  | 3-1     | 2-1     |

## Quartos-de-Final
| Equipa 1           | Total | Equipa 2          | 1.ª Mão | 2.ª Mão |
| ------------------ | ----- | ----------------- | ------- | ------- |
| West Ham United    | 2-1   | 1.FC Magdeburg    | 1-0     | 1-1     |
| Atlético de Madrid | 1-2   | Borussia Dortmund | 1-1     | 0-1     |
| Celtic FC          | 4-1   | Dinamo Kiev       | 3-0     | 1-1     |
| Budapest Honvéd    | 0-2   | Liverpool FC      | 0-0     | 0-2     |

## Meias-Finais
| Equipa 1        | Total | Equipa 2          | 1.ª Mão | 2.ª Mão |
| --------------- | ----- | ----------------- | ------- | ------- |
| West Ham United | 2-5   | Borussia Dortmund | 1-2     | 1-3     |
| Celtic FC       | 1-2   | Liverpool FC      | 1-0     | 0-2     |

## Final
| 5 de maio de 1966 | Borussia Dortmund                    | 2-1 (a.p.) | Liverpool FC  | Hampden Park, Glasgow |
| 19:30             | Sigfried Held 62 Reinhard Libuda 106 |            | Roger Hunt 68 | Público: 41,657       |